# Topla (Bor)
Topla (Kyrillisch: Топла) ist ein Dorf in der Opština Bor und im Okrug Bor im Osten Serbiens.

## Einwohner
Die Volkszählung 2002 (Eigennennung) ergab, dass 100 Menschen im Dorf leben. Davon waren:
|          | Anzahl | Prozent |
| Gesamt   | 100    | 100     |
| Walachen | 61     | 61,0    |
| Serben   | 39     | 39,0    |

Weitere Volkszählungen:
- 1948: 245
- 1953: 266
- 1961: 247
- 1971: 239
- 1981: 211
- 1991: 154